# Hyalobathra minimalis
Hyalobathra minimalis là một loài bướm đêm trong họ Crambidae.